# Charles Manson
Charles Milles Manson (Cincinnati, 12 de noviembre de 1934-Bakersfield, California, 19 de noviembre de 2017) fue un criminal, líder de culto y músico estadounidense que dirigió la Familia Manson; un grupo de seguidores de Manson que surgió en el desierto de California a finales de los años 1960. En 1971, fue declarado culpable de conspiración por los asesinatos de siete personas: la actriz Sharon Tate y otras cuatro personas en la casa de Tate, en Beverly Hills, y al día siguiente, del matrimonio Leno y Rosemary LaBianca, todo llevado a cabo por los miembros del grupo, que seguían sus instrucciones. Manson también fue declarado culpable de conspirar en otros dos asesinatos en los que se comprobó su participación: los de Gary Hinman y Donald Shorty Shea.
Manson creía en lo que él mismo llamó Helter Skelter, un término que tomó de la canción «Helter Skelter», de la banda The Beatles. Manson interpretó que la canción hablaba de una hipotética guerra racial entre negros y blancos que, según él, se avecinaba. El título de la canción apareció escrito con sangre en la escena de uno de los crímenes ordenados por Manson. Él creía que los asesinatos podrían ayudar a precipitar dicha guerra racial. En Estados Unidos se ha mitificado a Charles Manson como emblema de la locura, la violencia y lo macabro. El término Helter Skelter fue utilizado más adelante por el fiscal del juicio de Manson, Vincent Bugliosi, como título del libro que escribió sobre los asesinatos de Manson.
En el momento en que la Familia Manson comenzó a formarse, Manson era un ex-convicto que había pasado la mitad de su vida en instituciones correccionales por una variedad de delitos. Antes de los asesinatos, fue músico underground en Los Ángeles, principalmente gracias a su asociación casual con Dennis Wilson, batería y cofundador de The Beach Boys. Después de que Manson fuera acusado de los delitos de los que fue condenado posteriormente, fueron publicadas grabaciones de canciones escritas e interpretadas por él. Varios músicos se han inspirado en Manson para componer canciones o han hecho versiones de alguna de sus canciones, entre ellos Guns N' Roses, White Zombie, Devendra Banhart, System of a Down, Scars on Broadway y Marilyn Manson.
Manson fue sentenciado a muerte, pero la decisión fue conmutada automáticamente a cadena perpetua sin libertad condicional cuando en 1972, una decisión de la Corte Suprema de California eliminó temporalmente la pena de muerte en el estado. Manson estuvo encarcelado en la prisión estatal de Corcoran, California, desde 1969, y después de pasar 46 años preso, falleció en 2017 por cáncer de colon y paro cardiorrespiratorio a la edad de 83 años.

## Biografía

### Primeros años

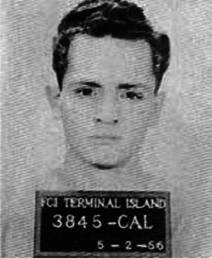
Foto policial de Manson en 1956

Hijo de una joven prostituta de 16 años de nombre Kathleen Maddox (1918-1973), Charles Manson nació en el Hospital General de Cincinnati, Ohio. Su nombre completo es Charles Milles Maddox. Tiempo después de su nacimiento, su madre, que estuvo brevemente casada con un obrero llamado William Manson, le puso este apellido. Su padre biológico parece haber sido un coronel llamado Walker Scott, contra quien Kathleen Maddox interpuso una demanda de paternidad que dio lugar a un juicio acordado en 1937. Posiblemente, Charles Manson nunca conoció a su padre biológico.
Muchos detalles acerca de los primeros años de Manson son objeto de controversia, debido a la variedad de diferentes historias que se han ofrecido a los medios, muchas de las cuales resultaron ser falsas. La madre de Manson era supuestamente alcohólica. Según Manson, una vez su madre lo vendió por una jarra de cerveza a una camarera sin hijos, para que luego su tío recuperara al niño algunos días más tarde.
Cuando la madre de Manson y su hermano fueron condenados a cinco años de cárcel por robar en una estación de servicio en 1939 en Charleston, Virginia Occidental, Manson se fue a la casa de sus tíos en McMechen, Virginia Occidental. En 1947, Kathleen Maddox trató de llevar a Manson a un orfanato, pero no pudo porque no había plazas. El tribunal puso a Manson en la Gibault School for Boys en Terre Haute, Indiana, una escuela para niños sin hogar. Después de diez meses, Manson se fugó para volver al hogar materno, pero su madre lo rechazó.

### Primeros arrestos
Se sabe que su primer robo a mano armada fue en 1947, a los trece años, y que atracó una tienda de alimentos. Después de este incidente, Manson fue encerrado en un reformatorio del que escapó cuatro días después junto a otro muchacho. En el camino, Manson y su amigo cometieron otros dos delitos a mano armada. En 1951, tras una serie de arrestos y fugas, Manson fue enviado a prisión por conducir un vehículo robado. A finales de 1952, ya había ocho cargos contra él. Fue transferido a otra prisión y liberado en 1954 por buen comportamiento. En 1954, con diecinueve años de edad, Manson se casó con Rosalie Jean Willis, una enfermera de diecisiete años. Con ella tendría su primer hijo.
Volvió a ser arrestado más tarde por robo de vehículos. En 1958, quedó en libertad provisional, pero fue arrestado nuevamente en 1961 por falsificación de cheques. Poco tiempo después, ya divorciado de su primera mujer, se casa con la prostituta Candy Leona Stevens. De ese matrimonio nace Charles Luther Manson, su segundo hijo conocido. Manson había pasado la mayor parte de su vida adulta en prisión, principalmente por robo de vehículos y fraude. Aunque también fue acusado de proxenetismo.
Por aquella época, y nuevamente en la cárcel, comienza su formación esotérica y su interés por la filosofía oriental.

## La Familia Manson
A finales de la década de 1960, Manson formó un grupo de personas en California, que más tarde se denominó la Familia Manson. El grupo estuvo involucrado en el asesinato de Gary Hinman en julio de 1969, luego ganó notoriedad nacional después del asesinato de la actriz Sharon Tate y otras 4 personas en su casa el 9 de agosto de 1969, y Leno y Rosemary LaBianca al día siguiente. Los asesinatos de Tate-LaBianca fueron ejecutados por Tex Watson y otros tres miembros de la Familia Manson, actuando bajo las instrucciones específicas de Manson. También fueron responsables de otros asaltos, robos, crímenes y el intento de asesinato del presidente de los Estados Unidos, Gerald Ford, en Sacramento.

## Juicio y encarcelamiento

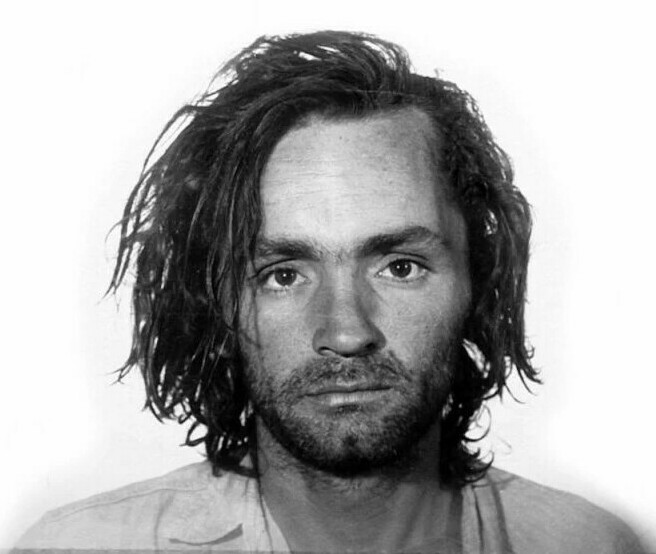
Foto de reserva de Charles Manson para la Prisión Estatal de San Quintín, California, 1971.

Manson fue llevado a la prisión estatal del condado de Los Ángeles, el 22 de abril de 1971, por siete cargos de asesinato en primer grado y un cargo de conspiración, por la muerte de Abigail Ann Folger, Wojciech Frykowski, Steven Earl Parent, Sharon Tate Polanski, Jay Sebring, Leno y Rosemary LaBianca. Fue sentenciado a muerte. Cuando la pena de muerte fue declarada inconstitucional en 1972, se le volvió a condenar a cadena perpetua con la posibilidad de libertad condicional. Su sentencia de muerte original fue modificada por cadena perpetua el 2 de febrero de 1977.
El 13 de diciembre de 1971, Manson fue declarado culpable de asesinato en primer grado en la corte del condado de Los Ángeles por la muerte del músico Gary Hinman, el 25 de julio de 1969. También fue declarado culpable de asesinato en primer grado por la muerte en agosto de 1969 de Donald Jerome Shorty Shea.

## Período posterior al juicio

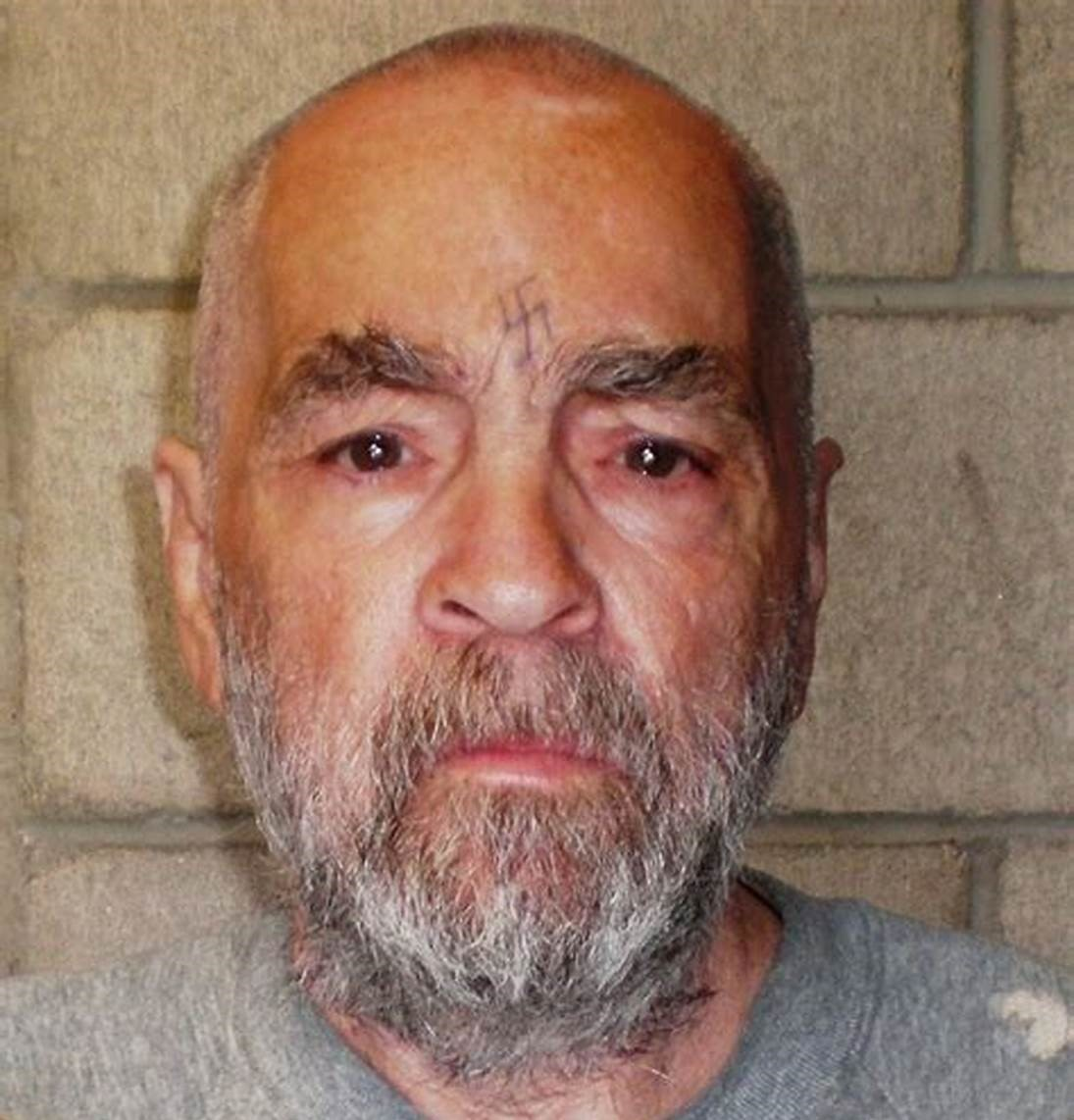
Manson en 2009

El 25 de septiembre de 1984, Jan Holmstron, de 36 años, parricida, convicto en la misma prisión que Manson (California Medical Facility, en Vacaville), trató de quemarlo vivo vertiéndole un bote de disolvente para pintura y prendiéndole fuego. A pesar de sufrir quemaduras de segundo y tercer grado en el 20% de su cuerpo, Manson se recuperó de las heridas.
Aun después de haber estado condenado al encierro de por vida, ocasionalmente el nombre de Charles Manson llegaba a los periódicos de todo el mundo. De vez en cuando consentía que algún periodista o incluso alguna televisión le visitara en su retiro involuntario del mundo, como ocurrió en febrero de 1987 con una cadena de televisión estadounidense de gran audiencia, donde declaró que no tenía nada de qué arrepentirse.
En 2012, una junta le negó por duodécima vez la libertad condicional a Manson y, según anunciaron entonces las autoridades penitenciarias, no podría tener otra oportunidad de solicitarla hasta 2027.
En 2013, Manson estuvo a punto de casarse con una joven de veintiséis años, de nombre Afton Star Elaine Burton, la cual estuvo visitándolo en prisión durante más de siete años. Sin embargo, la licencia para casarse expiró sin que esto sucediera.

## Muerte

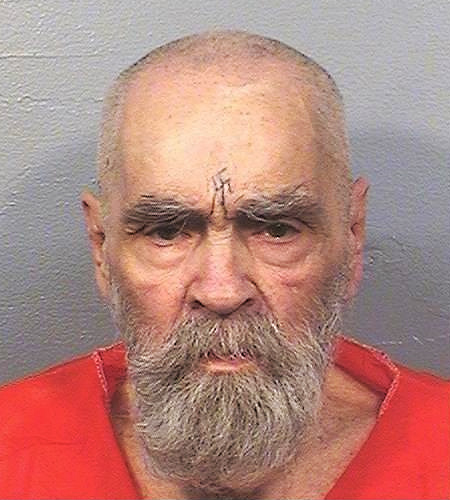
Charles Manson en 2017, año de su muerte

El 1 de enero de 2017, Manson fue llevado a un hospital de Bakersfield, debido a un sangrado anal. Una fuente le dijo a Los Angeles Times que Manson se encontraba en estado grave. Una semana después, Manson regresó a una prisión en el centro de California tras el problema médico.
El 15 de noviembre de 2017, una fuente no autorizada para hablar en nombre del departamento de correcciones, confirmó que Manson había ingresado en un hospital de Bakersfield, aunque el Departamento de Corrección y Rehabilitación de California jamás lo confirmó. Manson falleció en el hospital cuatro días más tarde, el 19 de noviembre, una semana después de cumplir ochenta y tres años. Las causas subyacentes de la muerte fueron cáncer de colon y paro cardiorrespiratorio.
Después de una dura batalla legal por la propiedad de su cuerpo, finalmente Charles Manson sería incinerado cuatro meses después de su muerte en la localidad californiana de Porterville.

## Música de Charles Manson
Charles Manson conoció a Dennis Wilson (baterista de The Beach Boys) a mediados de 1968 porque, de acuerdo con su amigo y luego letrista, Stanley Shapiro, un día mientras Dennis conducía por la carretera subió a dos chicas que hacían auto-stop a su coche que resultaron ser miembros del clan Manson y no dejaban de nombrar a Charlie Manson como «el mago».
En 1968, Phil Kaufman, que había conocido a Manson en la cárcel, se mudó brevemente con Manson y la Familia. Kaufman insistió continuamente para que Manson grabara algunas canciones. El 6 de marzo de 1970, el día que el tribunal anuló la petición de Manson de ser él mismo su abogado en el juicio, LIE, un álbum con canciones de Charles Manson fue publicado. En el álbum se incluyó la canción Cease to Exist, una composición Manson. Dennis Wilson de The Beach Boys regrabó el mismo tema con letras diferentes y lo incluyeron en 20/20. La canción se llama Never Learn Not to Love.
Manson llegó a grabar algunas canciones, según él mismo relata:

Yo estaba con Dennis en el estudio de grabación de su hermano, que era más grande que la mayoría de los estudios comerciales... hicimos una sesión, dejando alrededor de diez canciones.

Si bien el grupo ha negado enérgicamente que existan dichas grabaciones (incluso con coproducciones de Carl y Brian, y no de Dennis como tantas veces se había dicho), el ingeniero Stephen Desper afirmó que las mismas existen, incluso dijo que el material de Manson era «bastante bueno... tenía talento musical».

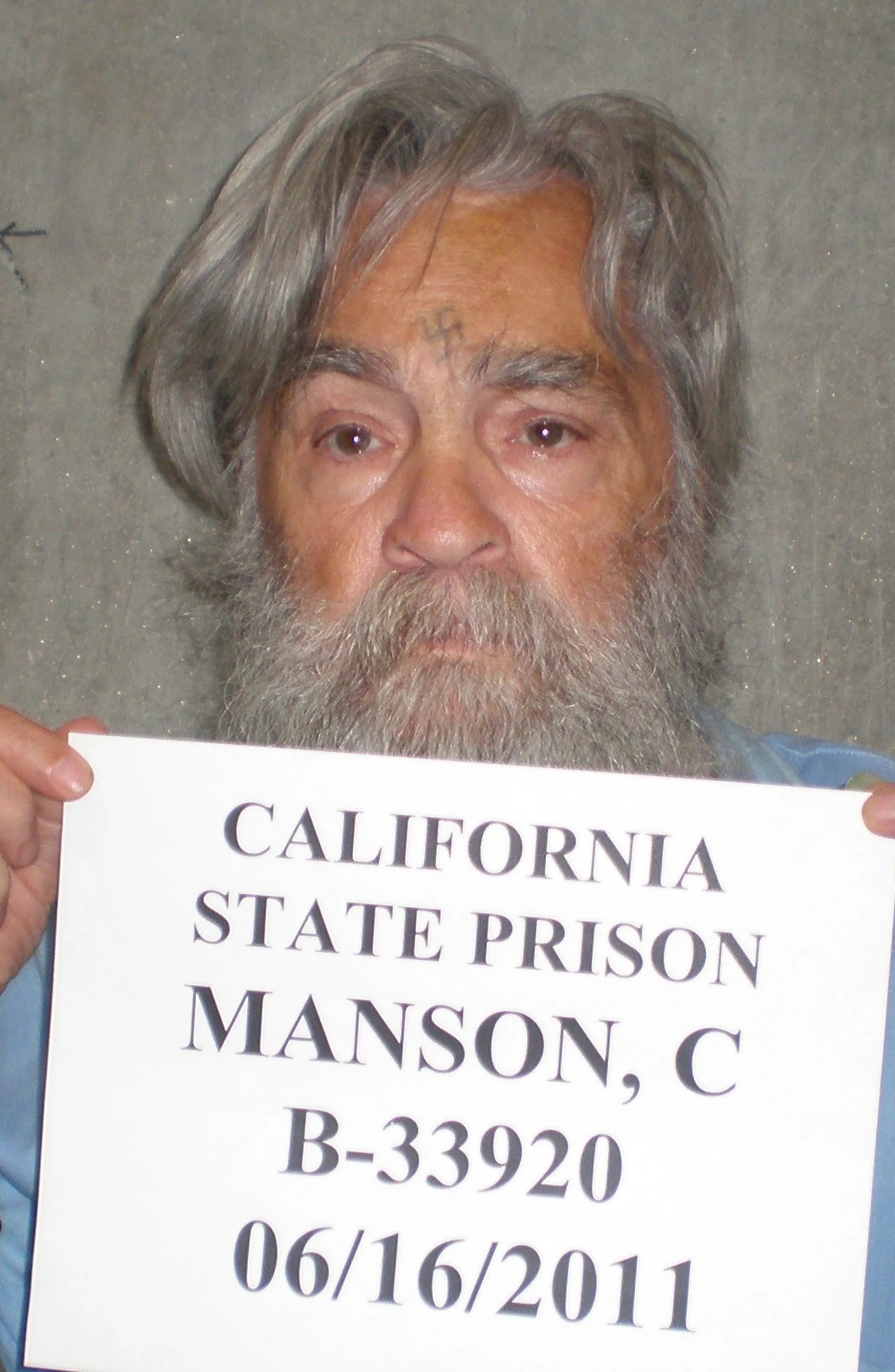
Manson en junio de 2011

Desde entonces, se publicaron varias grabaciones de canciones de Manson y de él mismo hablando. The Family Jams publicado en 1997, incluye 2 discos compactos de canciones suyas, producidas por la Familia Manson en 1970, después de todos hubieran sido detenidos. Steve Grogan como vocalista y guitarrista; en algunos coros participaron Lynette Fromme, Sandra Good, Catherine Share, entre otros miembros.
La casa de Leno y Rosemary LaBianca estaba al lado de un hogar que había alquilado un amigo de Kaufman. Manson había ido en varias ocasiones con Kaufman cuando aun eran amigos. Kaufman declaró que se trató de una simple coincidencia el hecho de que casualmente la casa en donde su amigo vivía como inquilino, quedara justo al lado de la casa del matrimonio LaBianca.
Antes de la muerte de Sharon Tate y sus amigos, Manson y la Familia Manson habían iniciado la serie de asesinatos, entre ellos la muerte del músico Gary Hinman. Mary Brunner, miembro de la Familia, testificó en un juicio que Bobby Beausoleil mató a Hinman, porque Hinman se había negado a unirse a la banda de Manson.

## Legado
Como es su costumbre escribir canciones inspiradas en asesinos, la banda Church of Misery se basó en él para escribir la canción «Spahn Ranch», que aparece en sus álbumes split Born Too Late y Doomsday Recitation de 1998.
La banda de hardcore punk de Boston, Massachusetts, Negative FX, usó la imagen de Manson para la portada de su álbum homónimo lanzado en 1985.
El cantante Marilyn Manson utilizó el nombre Marilyn de Marilyn Monroe y el apellido de Charles Manson para crear su nombre artístico. Además en la canción My Monkey, de Marilyn Manson, se sirve de algunos versos de I'm a mechanical Man (tema que cantaba Charles Manson) y utiliza grabaciones de su voz original.
La banda System of a Down, utilizó el término religioso «ATWA», de Charles Manson, como nombre de una canción: «Son las fuerzas de la vida, las que mantienen el equilibrio en la tierra».
Neil Young conocía a Charles Manson, con el que pasaba el rato en su casa de Los Ángeles. Durante una entrevista, el músico recordaba aquellos años como «tiempos espeluznantes». «No sabía lo que era», explicó sobre su «amistad». Después de los crímenes de la Familia Manson, Young escribió Revolution Blues. «Tenemos 25 rifles para mantener a raya a la población, pero te necesitamos ahora y es por eso», escribe en un momento de la canción. 
The Ramones firmaron una de las canciones que ayudaron a convertir el delirio de Manson en algo cargado de glamur. La canción banaliza los asesinatos de Manson. «Ve y arriésgate con ella, con una sola bala en el cilindro. Y en un momento de pasión toma la gloria como Charles Manson», cantan en un momento de la canción. «Voy a sonreír, me voy a reír, vas a tener un baño de sangre. Y en ese momento de pasión consigue la gloria como Charles Manson».
La banda Guns 'N Roses realizó una versión de la canción escrita por Manson titulada «Look At Your Game, Girl» como parte de su álbum de 1993, The Spaghetti Incident?.

### En la cultura popular
- La popular telecomedia Los Simpson ha hecho referencia a la mitología asociada a Manson en varios de sus episodios. En la undécima temporada apareció un episodio titulado La Familia Mansion, haciendo un juego de palabras entre mansión y el nombre de la secta creada por Charles Manson. Además, en la decimocuarta temporada los guionistas volvieron a referirse a Manson en el episodio Helter Shelter, otra vez haciendo un juego de palabras entre las ideas de Manson y la palabra shelter (refugio), y siendo, a su vez, las dos referencias, parodias de títulos de películas asociadas a Manson. Además, Matt Groening hace una referencia constante a lo que Manson supuso a través del personaje Milhouse Van Houten, para el que utilizó, deliberadamente, el apellido de una de las más conocidas seguidoras de la Familia Manson, Leslie Van Houten.[cita requerida]

- Manson aparece en la serie Mindhunter. La serie de Netflix dirigida por David Fincher se basa en el libro de John S. Douglas, un agente del FBI de los setenta que fue de los primeros en elaborar perfiles de los asesinos en serie junto a su jefe Howard Teten, ayudándose del trabajo previo del psiquiatra James Brussell. En sus años en activo, Douglas entrevistó a diversos asesinos como el estrangulador de Boston o al propio Manson.

- Sin embargo, no es la primera vez que la figura de Charles Manson inspira a series y películas. Helter Skelter (1976), The Manson Family (2003), el capítulo de Dexter (serie estadounidense sobre asesinos en serie) titulado Helter Skelter, el capítulo de South Park titulado «Merry Christmas, Charlie Manson!».[39] La serie Aquarius o la comedia independiente de 2015, Manson Family Vacation, además de documentales como Manson o Life after Manson, entre otros.[40]

- Manson aparece en la película de Quentin Tarantino de 2019 Érase una vez en... Hollywood, interpretado por el actor australiano Damon Herriman. Otros miembros de la Familia como Tex también aparecen en la película.

- Además tiene una aparición en el popular documental de Netflix Conversaciones con asesinos: Las cintas de Ted Bundy, debido a que en 1984 colaboró con el FBI brindando información para lo que en ese tiempo sería una base de datos de perfiles de asesinos en serie.

- En la séptima temporada de la serie antológica de terror American Horror Story: Cult, más específicamente en su décimo episodio, "Charles (Manson) in Charge", se narran los hechos ocurridos durante el asesinato de Sharon Tate. Así mismo, se utiliza el legado de Manson como una inspiración para los hechos ocurridos en la serie.